# 亜人
亜人（あじん）は、人間と似て非なる伝説の生物である。姿は人間に近いながらも、人間と違った特徴を持つ生物であり、デミ・ヒューマン (demi-human) とも呼ばれる。学術的には、「異人」と表現される。
ただし、学術情報を提供するGoogle Scholarにおいて「亜人」はデミ・ヒューマンの意味で使用されることはなく、日本人の名前（酒井亜人・伊藤亜人など）や外国人名の漢字表記（亜剌皮亜人（アラビア人）・魯西亜人（ロシア人）など）を指す。国語辞書の『大辞泉』では、「亜人」という言葉自体が存在しない。

## 概要
人間と同じく知的生物でありながら、常人とは一線を画した身体的特徴や能力を備えた種族のことを指す。下記の半獣のように人型に部分的に他の動物などの器官・特徴が付加・置換されたもの、巨人や小人のように人間の体格を大きく変化させたもの、人間に似ていながら人間にない特殊な能力や特徴を持つものとして描かれることが多い。人間を越えた力や知能などを持つ存在であり、人間とはかけ離れた美しい容姿や体格を持つ者も多い。これらは人間から恐れられる存在と考えられる場合と、人間を魅了する存在と考えられる場合とがある。
亜人とされる主なものには、ギリシア神話における半神半人の英雄たち、同神話における女性だけの部族のアマゾーン、アリから人となったといわれるミュルミドーン人、中国の道教における仙人などがある。最古に位置するものでは、メソポタミア神話におけるパピルサグがある。
分かりやすい例として、神話や伝承上における半人半獣の存在「獣人」が有名どころであり、西洋ではしばしば絵画の題材となっている。

## 代表的な亜人
- 吸血鬼
- 狼男
- ミノタウロス
- ケンタウロス
- 人虎
- 人魚
- 半魚人
- 龍人
- リザードマン
- ハーピー
- セイレーン
- ゴルゴーン
- エルフ
- ドワーフ
- 鬼
- 天狗